# مرسدس سفید
«مرسدس سفید» (به انگلیسی: White Mercedes) ترانه‌ای خواننده و ترانه‌سرای انگلیسی چارلی ایکس‌سی‌ایکس می‌باشد که در ۱۳ اکتبر سال ۲۰۱۹ از سوی اسایلم و آتلانتیک انگلیس به‌عنوان چهارمین و آخرین تک‌آهنگ از سومین آلبوم استودیویی وی تحت عنوان چارلی (۲۰۱۹) منتشر گردید.